# 兩棲指揮艦
两栖指挥舰，是为舰队指挥官提供指挥控制功能的舰艇。在美国海军中，其最初被用作两栖作战的指挥舰，后来主要被用作整支舰队的旗舰，作为舰队的指挥和控制平台。在美国海军中使用舰级代号“LCC”。
目前美国海军一共有2艘两栖指挥舰，蓝岭号两栖指挥舰（LCC-19）和惠特尼山号指挥舰（LCC-20），分别用作第七舰队和第六舰队的旗舰。使高级参谋人员能够随时指挥海上、地面和空中作战。

## 二战时期
两栖指挥舰最初是由美军在二战中使用的，当时被称为“两栖部队旗舰”（Amphibious Force Flagship），舰级代号“AGC”。通常是由商船或者货船改装而来，配备了精密的无线电和雷达设备，为两栖登陆作战提供支持。

### 安贡号指挥舰
美国海军获得的首艘两栖指挥舰为安贡号（AGC-4），排水量14,200吨。它由美国陆军安贡号（AP-66）改装而来，于1942年8月入役，1943年2月26日被编号为AGC-4。在转入陆军前，该船的前身为在纽约和巴拿马运河间往返的轮船，得名于巴拿马的地名安贡。1943年初被改装为海军综合指挥和通信舰。舰上设有联合作战室，配备了情况板、通信和指挥站。之后前往地中海，同年6月被指定大西洋舰队两栖部队司令的旗舰，并参加了随后的西西里島戰役。1944年，其担任了诺曼底登陆中奥马哈海滩突击部队的旗舰。1945年其转到太平洋舰队。在东京湾的日本签字投降仪式上，其和衣阿华号战列舰 (BB-61)合作承担了新闻发布任务。最终于1946年2月25日退役，归还给原船主。

### 阿巴拉契亚级指挥舰
美国海军首级批量获得的两栖指挥舰为1943年下半年入役的阿巴拉契亚级指挥舰。4艘同级舰都由C2-S-B1型货轮改装而来，排水量12,690吨。都以美国山脉名而命名：
| 舷号  | 舰名         | 命名由来     | 入役           | 除役          | 结局       |
| ----- | ------------ | ------------ | -------------- | ------------- | ---------- |
| AGC-1 | 阿巴拉契亚号 | 阿巴拉契亚山 | 1943年10月2日  | 1947年5月21日 | 1960年报废 |
| AGC-2 | 蓝岭号       | 蓝岭山       | 1943年9月27日  | 1947年3月14日 | 1960年报废 |
| AGC-3 | 落基山号     | 落基山       | 1943年10月16日 | 1947年3月22日 | 1973年报废 |
| AGC-5 | 可他克汀山号 | 可他克汀山   | 1944年1月24日  | 1947年2月26日 | 1960年报废 |

### 麦金利山级
美国海军第二级批量获得的两栖指挥舰为麦金利山级指挥舰。8艘同级舰都由C2-S-AJ1型货轮改装而来，排水量12,690吨。
| 舷号            | 舰名         | 命名由来          | 入役           | 除役           | 结局             |
| --------------- | ------------ | ----------------- | -------------- | -------------- | ---------------- |
| AGC-7 / LCC-7   | 麦金利山号   | 麦金利山          | 1944年 5月1日  | 1970年3月26日  | 1979年以废品出售 |
| AGC-8           | 奥林匹斯山号 | 奥林匹斯山 (美国) | 1944年5月24日  | 1956年4月4日   | 1973年报废       |
| AGC-9           | 瓦萨奇号     | 瓦萨奇山脉        | 1944年5月20日  | 1946年8月30日  | 以废品出售       |
| AGC-10          | 奥本号       | 奥本山            | 1944年7月20日  | 1947年5月7日   | 1961年以废品出售 |
| AGC-11 / LCC-11 | 埃尔多拉多号 | 埃尔多拉多山      | 1944年8月25日  | 1972年11月8日  | 1976年以废品出售 |
| AGC-12 / LCC-12 | 埃斯特斯号   | 埃斯特斯          | 1944年10月9日  | 1969年10月31日 | 1977年以废品出售 |
| AGC-13          | 帕纳明特号   | 帕纳明特山脉      | 1944年10月14日 | 1947年1月      | 1961年报废       |
| AGC-14          | 蒂顿号       | 蒂顿山脉          | 1944年10月18日 | 1946年8月30日  | 1962年以废品出售 |

### 二战时其他改装舰
- 杜安号指挥舰（英语：Amphibious Command Ship），排水量2,216吨，以美国财政部长威廉·约翰·杜安命名。原美国海岸警卫队巡逻艇（WPG-33），1944年被改装为联合作战通信指挥舰。原计划完成后被由海军接管并分配为AGC-6。但此计划后被放弃，该舰继续留在美国海岸警卫队，改为WAGC-6（“W”指海岸警卫队船只）。1945年7月被重命名为WPG-33。[11]
- 比斯坎号指挥舰（英语：USS Biscayne）（AGC-18），排水量2,865吨，得名于比斯坎湾。由水上飞机母舰比斯坎号AVP-11改装而来。1943年5月完成指挥舰改装，但仍使用AVP-11编号。1944年10月编号改为AGC-18。[12]
- 威廉斯堡号巡逻舰（英语：USS Williamsburg），1945年7月10日，她进入诺福克海军造船厂，准备改装成指挥舰（AGC 369）。但二战结束后取消了改造，改为了总统游艇。[13]

## 二战后

### 阿第伦达克级
阿第伦达克级指挥舰，排水量12,690吨，和之前的麦金利山级一样，也是由C2-S-AJ1型货轮改装而来。本质上是麦金利山级的改型，但是雷达桅杆的设置不同。其在二战尾声时才开始建造，共建成3艘。战后，所有雷达都进行了现代化改造。
| 舷号            | 舰名         | 命名由来       | 入役           | 除役           | 结局             |
| --------------- | ------------ | -------------- | -------------- | -------------- | ---------------- |
| AGC-15          | 阿第伦达克号 | 阿第伦达克山脉 | 1945年9月2日   | 1955 年11月9日 | 1972年以废品出售 |
| AGC-16 / LCC-16 | 波科诺号     | 波科诺山       | 1945年12月29日 | 1971年9月16日  | 1981年以废品出售 |
| AGC-17 / LCC-17 | 塔科尼克号   | 塔科尼克山     | 1946年1月17日  | 1969年12月17日 | 1982年以废品出售 |

### 船坞登陆舰转换
二战后，美国海军有两艘船坞登陆舰被重新指定为了指挥舰。
- 拉萨尔号指挥舰（英语：USS La Salle (AGF-3)） (AGF-3)，原為羅里級船塢登陸艦 (LPD-3)，於2005年除役。[17]
- 科罗拉多号指挥舰（英语：USS Coronado (AGF-11)） (AGF-11)，原為奧斯汀級船塢登陸艦 (LPD-11)，於2006年除役。[18]

### 蓝岭级
先前的两栖指挥舰都是改装而来，而蓝岭级两栖指挥舰则是从龙骨铺设开始专门建造的一型两栖指挥舰。拥有强大的水上通信能力，建成时是当时先进的指挥、控制、通信、计算机和情报（C4I）舰艇。共建成2艘，排水量19,000吨。
| 舷号   | 舰名             | 命名由来 | 入役           | 除役 | 结局 |
| ------ | ---------------- | -------- | -------------- | ---- | ---- |
| LCC-19 | 藍嶺號兩棲指揮艦 | 藍嶺山脈 | 1970年11月14日 |      | 现役 |
| LCC-20 | 惠特尼山号指挥舰 | 惠特尼山 | 1971年1月16日  |      | 现役 |